# Argiope katherina
Argiope katherina là một loài nhện trong họ Araneidae.
Loài này thuộc chi Argiope. Argiope katherina được Herbert Walter Levi miêu tả năm 1983.